# Philippe Schnyder
Philippe Schnyder (Rapperswil, 17 maart 1978) is een Zwitsers voormalig professioneel wielrenner.

## Belangrijkste overwinningen
2003
- Sacrifice Race
- Duo Normand (met Jean Nuttli)

2005
- Zwitsers klimkampioen, Elite

## Grote rondes
| Jaar | Ronde van Italië | Ronde van Frankrijk | Ronde van Spanje |
| ---- | ---------------- | ------------------- | ---------------- |
| 2000 |                  |                     |                  |
| 2001 |                  |                     |                  |
| 2002 |                  |                     |                  |
| 2003 |                  |                     |                  |
| 2004 | 129e             |                     |                  |
| 2005 | 149e             |                     |                  |
| 2006 |                  |                     |                  |
| 2007 |                  |                     |                  |